# Otger Cataló

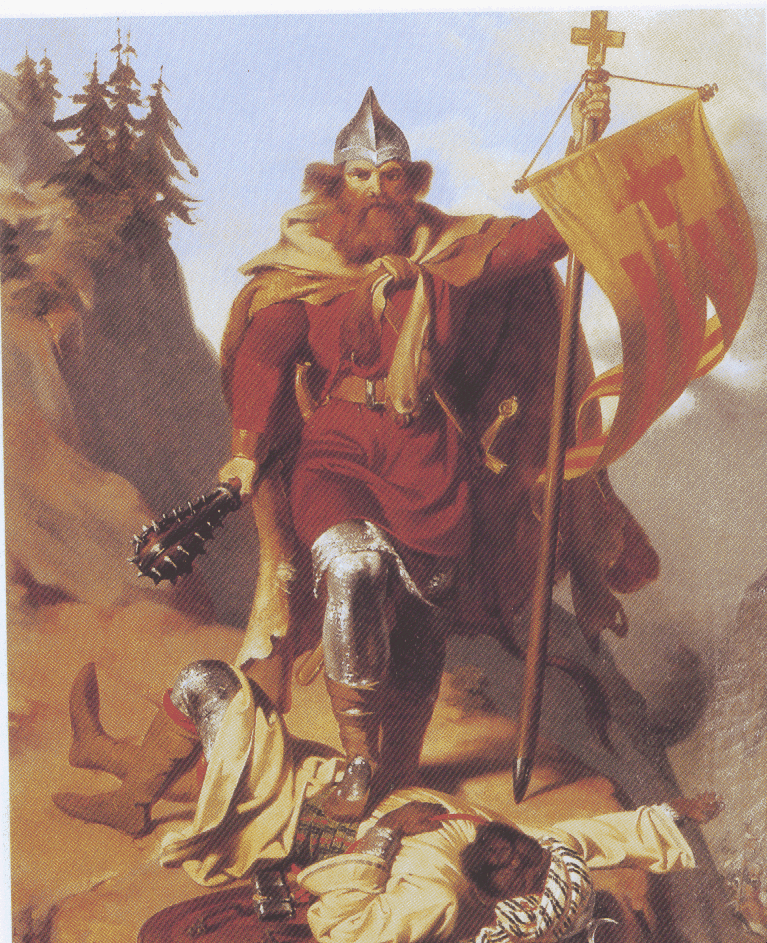
Otger Cataló en una pintura de Claudio Lorenzale

Otger Cataló (o Catalon) es un personaje legendario que con los Nueve Barones de la Fama habría conquistado Cataluña a los sarracenos. Según algunas antiguas teorías, el nombre de Cataluña habría derivado de su apellido. En todo caso, las referencias escritas más antiguas sobre este personaje que han perdurado son del siglo XV, muy posteriores a su época en el s. VIII. La leyenda fue recuperada sobre todo a partir del siglo XIX con la aparición del catalanismo y por las obras de los autores de la Renaixença catalana Víctor Balaguer, Antoni Ferrer i Codina y Jacinto Verdaguer.
La leyenda se basa en hechos sucedidos en tres generaciones diferentes. Otger coincide en el nombre y en la fecha de defunción con Otger (671-735), Arcomte de Catalanum (710-735), Duque de Aquitania, que murió en la batalla por la reconquista de Roses y fue enterrado en el Monasterio de la isla de Ré.